# Bollin (bergstopp)
Bollin är en bergstopp i Färöarna (Kungariket Danmark).   Den ligger i sýslan Streymoyar sýsla, i den norra delen av landet, 22 km nordväst om huvudstaden Tórshavn. Toppen på Bollin är 616 meter över havet. Bollin ligger på ön Streymoy.
Terrängen runt Bollin är kuperad. Runt Bollin är det ganska tätbefolkat, med 56 invånare per kvadratkilometer. Närmaste större samhälle är Hoyvík, 19,7 km sydost om Bollin. Trakten runt Bollin består i huvudsak av gräsmarker.